# First Snow (1958)
First Snow (초설 - Choseol) là phim Hàn Quốc năm 1958 đạo diễn bởi Kim Ki-young.

## Tóm tắt
Bộ phim tình cảm về người tị nạn tồn tại trên chợ đen xung quanh căn cứ quân sự Yongsan Hoa Kỳ sau Chiến tranh Triều Tiên.

## Diễn viên
- Kim Ji-mee[3]
- Kim Seung-ho
- Park Am
- Choi Sam
- Choi Nam-Hyun
- Na Ae-sim